# Al-Malikijja (Al-Hasaka)
Al-Malikijja (arab. المالكية, kurd. Dêrika Hemko, syr. ܕܪܝܟ), niekiedy określane jako Derik bądź Dêrik – miasto w Syrii, w muhafazie Al-Hasaka. De facto miejscowość leży na terenie kantonu Kamiszli, będącego częścią Regionu Cizîrê, który wchodzi w skład Autonomicznej Administracji Północnej i Wschodniej Syrii. W 2015 odbyło się tutaj pierwsze posiedzenie Syryjskiej Rady Demokratycznej.
W 2004 miasto liczyło 26 311 mieszkańców, natomiast w 2012 liczba ta wyniosła około 40 000.